# Emigração Argentina

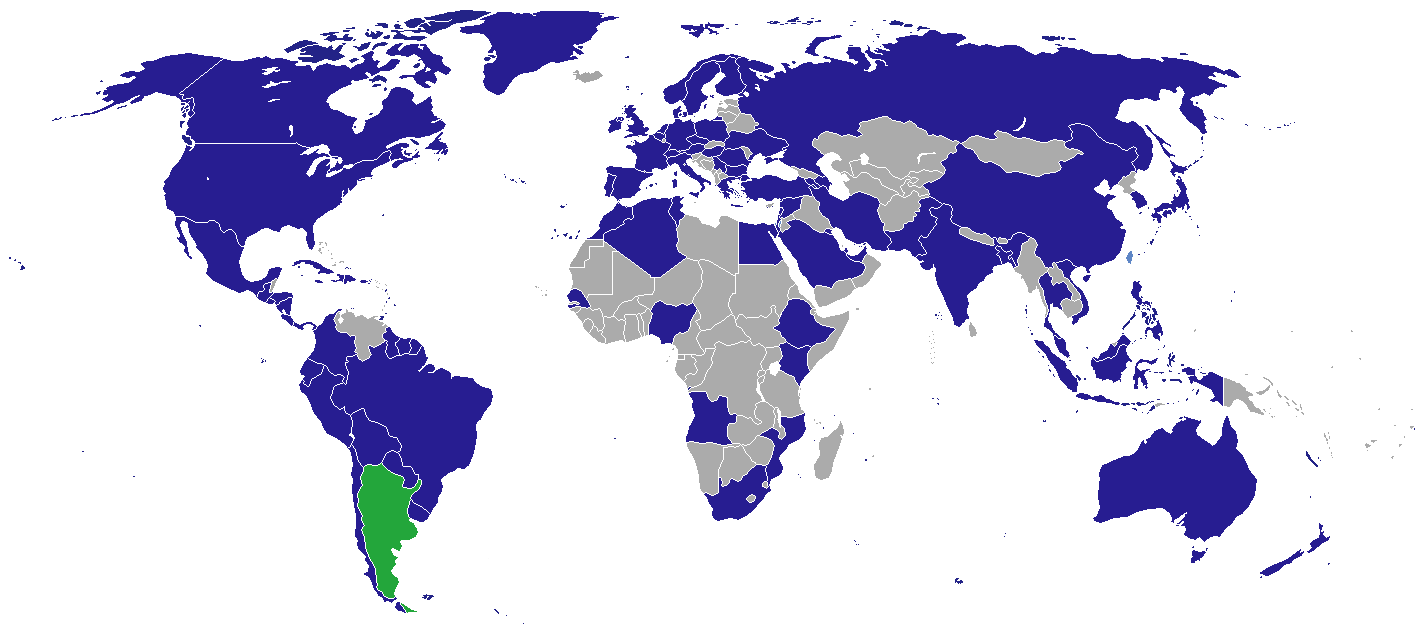
Embaixadas argentinas no mundo.

A maioria dos argentinos que emigraram são pessoas de classe média e média alta, há também um número importante de argentinos pobres que emigraram para países vizinhos. Os destinos de emigração mais comuns na América são Estados Unidos da América, Paraguai, Chile, Uruguai, Brasil, Bolívia e Canadá, também há outras comunidades na Venezuela, no México, no Peru, na Colômbia, no Panamá, no Equador e na Costa Rica. Na Europa, Espanha e Itália têm comunidades numerosas, mas também o Reino Unido, a França e a Alemanha. Além desses, existem importantes comunidades em Israel e na Austrália. De acordo com o mais recente relatório de migração da Organização Internacional de Migração, em 2012 havia 971.698 emigrantes argentinos. Calcula-se que seus descendentes seriam ao redor de 1.900.000.
A primeira onda de emigração ocorreu durante a última ditadura militar na Argentina, entre 1976 e 1983, tendo como destinos principais a Espanha, os Estados Unidos da América, o México, a Venezuela e Israel. Durante a década de 1990, devido a abolição de vistos entre a Argentina e os Estados Unidos da América, milhares de argentinos migraram para lá. A última grande onda de emigração ocorreu durante a crise do ano 2001, sendo o principal destino a Europa.
Na última década, como resultado de um crescimento econômico sustentado no país, e em resposta à crise, as medidas de austeridade e fortes níveis de desemprego que atravessam países como Espanha e Estados Unidos da América, reverteu-se a migração, retornando a Argentina grande quantidade dos que havia emigrado. Somente em 2010, se repatriaram 12.237 argentinos, sendo depois dos equatorianos, os que abandonaram a Espanha em maior quantidade.

## Destino
Segundo um relatório Organização Internacional de Migração de 2012, havia 971.698 argentinos vivendo no exterior, sendo os seguintes, os principais destinos:
| Posição | País de residência        | População | Porcentagem |
| ------- | ------------------------- | --------- | ----------- |
| 1º      | Espanha                   | 291.740   | 30,0%       |
| 2º      | Estados Unidos da América | 224.952   | 23,3%       |
| 3º      | Chile                     | 82.539    | 8,5%        |
| 4º      | Paraguai                  | 59.115    | 6,1%        |
| 5º      | Israel                    | 48.312    | 5,0%        |
| 6º      | Bolívia                   | 45.424    | 4,7%        |
| 7º      | Brasil                    | 27.700    | 2,9%        |
| 8º      | Uruguai                   | 22.743    | 2,3%        |
| 9º      | Canadá                    | 19.210    | 2,0%        |
| 10º     | Austrália                 | 14.190    | 1,5%        |
| 11º     | México                    | 13.696    | 1,4%        |
| 12º     | França                    | 11.899    | 1,2%        |
| 13º     | Itália                    | 11.239    | 1,2%        |
| 14º     | Reino Unido               | 9.002     | 0,9%        |
| 15º     | Venezuela                 | 8.533     | 0,9%        |
| 16º     | Equador                   | 7.394     | 0,8%        |
| 17º     | Alemanha                  | 7.391     | 0,8%        |
| 18º     | Suíça                     | 5.706     | 0,6%        |
| 19º     | República Dominicana      | 3.940     | 0,4%        |
| 20º     | Japão                     | 3.893     | 0,4%        |